# Győr vasútállomás
Győr vasútállomás közép-, illetve vonatindító állomás, a MÁV Zrt. üzemelteti. Jelentős forgalmi csomópont, a Nagyszentjános-Győr-Hegyeshalom vasúti forgalmi csomópont központi és irányító állomása. A Budapest-Keleti - Hegyeshalom kétvágányú villamosított fővonalon fekszik (1-es vonal), a Komárom-Hegyeshalom rendelkezési szakaszon, Győrszentiván és Öttevény állomások között. Az Ausztria és Szlovákia érintésével közlekedő nemzetközi vonatok fontos megállóhelye. Az állomás jelenlegi épületét 1958-ban adták át.

## Az állomás fekvése, elhelyezkedése
Az állomásépület a Révai Miklós utcában, Győr belvárosában található. Közel van hozzá a városháza, a helyközi autóbusz-pályaudvar (Hunyadi utca) és a Révai Miklós utcai helyi autóbusz-decentrum. A helyközi buszpályaudvarral gyalogos aluljáró köti össze.
Győr állomás a Budapest-Keleti–Hegyeshalom kétvágányú villamosított fővonalon fekszik, Komárom–Hegyeshalom rendelkezési szakaszon Győrszentiván és Öttevény állomások között. Győr állomás közép-, illetve vonatindító állomás a Budapest–Hegyeshalom-fővonalon.
Győr állomásról ágazik el a Győr–Celldömölk egyvágányú fővonal, melyből Győrszabadhegy állomáson ágazik ki a Győr–Veszprém-mellékvonal. E vonalra a személyszállító vonatokat Győr állomás indít. Győr rendelkező állomás a Győr–Celldömölk-fővonalon és a Győr–Győrszabadhegy–Veszprém-mellékvonalon Veszprém állomásig.
Rendelkező és csatlakozó állomás Győr–Sopron egyvágányú villamos fővonalán Sopron állomásig, valamint az összekötő vágány útján Győr-GYSEV állomásig. Győr állomás szomszédos állomásai Budapest felé Győrszentiván, Hegyeshalom felé Öttevény, Celldömölk és Veszprém felé Győrszabadhegy, Sopron felé Ikrény illetve Győr-GYSEV pályaudvar.
A Győrszentiván–Győrszabadhegy pályaelágazás a Budapest–Komárom–Győr fővonalat köti össze a Győr–Celldömölk egyvágányú fővonallal és viszont, Győr állomás érintése nélkül. A Győr-GYSEV deltavágány közvetlen összeköttetést létesít Győr-GYSEV és Sopron GYSEV egyvágányú fővonallal és viszont, Győr MÁV állomás érintése nélkül.

## Forgalom
| Járat                                               | Útvonal | Gyakoriság                                                                      |
| --------------------------------------------------- | --- | ------------------------------------------------------------------------------- |
| S10                                                 | Budapest-Déli – Budapest-Kelenföld – Budaörs – Törökbálint – Biatorbágy – Herceghalom – Bicske alsó – Bicske – Szár – Szárliget – Alsógalla – Tatabánya – Vértesszőlős – Tóvároskert – Tata – Almásfüzitő – Almásfüzitő felső – Szőny – Komárom – Ács – Nagyszentjános – Győrszentiván – Győr-Gyárváros – Győr | Óránként                                                                        |
| gyorsított személyvonat                             | Budapest-Keleti – Ferencváros – Budapest-Kelenföld – (Biatorbágy → Bicske alsó → Bicske →) Alsógalla – Tatabánya (← Vértesszőlős) – Tóvároskert – Tata (← Almásfüzitő ← Almásfüzitő felső ← Szőny) – Komárom – Ács (← Nagyszentjános ← Győrszentiván) – Győr-Gyárváros – Győr – Abda – Öttevény – Lébény-Mosonszentmiklós – Mosonmagyaróvár – Levél – Hegyeshalom | Munkanapokon napi 1-2 pár                                                       |
| személyvonat                                        | Győr – Abda – Öttevény – Lébény-Mosonszentmiklós – Kimle-Károlyháza – Mosonmagyaróvár – Levél – Hegyeshalom (– Bezenye – Rajka) | 2 óránként                                                                      |
| személyvonat                                        | Győr – Győr-Gyárváros – Győrszabadhegy – Nyúl – Pannonhalma – Tarjánpuszta – Győrasszonyfa – Veszprémvarsány – Bakonygyirót – Bakonyszentlászló – Vinye – Porva-Csesznek – Zirc – Eplény – Veszprém | 2 óránként                                                                      |
| személyvonat                                        | Győr – Győr-Gyárváros – Győrszabadhegy – Nyúl – Pannonhalma – Tarjánpuszta – Győrasszonyfa – Veszprémvarsány – Bakonygyirót – Bakonyszentlászló | Napi 4-6 pár                                                                    |
| személyvonat                                        | Győr – Győr-Gyárváros – Győrszabadhegy – Ménfőcsanak felső – Gyömöre-Tét – Szerecseny – Gecse-Gyarmat – Vaszar – Pápa – Mezőlak – Mihályháza – Vinár – Külsővat – Celldömölk | Kb. 2 óránként                                                                  |
| személyvonat                                        | Győr – Ikrény – Rábapatona – Enese – Kóny – Csorna – Farád – Rábatamási – Szárföld – Veszkény – Kapuvár – Vitnyéd-Csermajor – Petőháza – Fertőszentmiklós (– Pinnye – Fertőboz) – Sopron | 1-2 óránként                                                                    |
| személyvonat                                        | Zalaegerszeg → Zalaszentiván → Zalaszentlőrinc → Egervár-Vasboldogasszony → Győrvár → Pácsony → Vasvár → Püspökmolnári → Szentléránt → Sorkifalud → Gyöngyöshermán → Szombathely → Répcelak → Csorna → Győr | Szeptember 5-étől vasárnap 1 Győr felé                                          |
| EuroRegio                                           | Győr – Abda – Öttevény – Lébény-Mosonszentmiklós – Kimle-Károlyháza – Mosonmagyaróvár – Levél – Hegyeshalom – Nickelsdorf (Miklóshalma) – Zurndorf (Zurány) – Parndorf (Pándorfalu) – Parndorf Ort (Pándorfalu község) – Bruck a.d. Leitha (Bruck-Királyhida)(– Götzendorf – Gramatneusiedl – Wien Grillgasse – Wien Hauptbahnhof (Bécs)) | 2 óránként                                                                      |
| Tanúhegy sebesvonat                                 | Győr – Győr-Gyárváros – Győrszabadhegy – Ménfőcsanak felső – Gyömöre-Tét – Szerecseny – Gecse-Gyarmat – Vaszar – Pápa – Mezőlak – Mihályháza – Vinár – Külsővat – Celldömölk – Ukk – Sümeg – Tapolca – Raposka – Balatonederics – Balatongyörök – Vonyarcvashegy – Gyenesdiás (← Alsógyene) – Keszthely | Nyáron napi 1 pár                                                               |
| Helikon InterRégió                                  | Győr – Győr-Gyárváros – Győrszabadhegy – Gyömöre-Tét – Szerecseny – Vaszar – Pápa – Celldömölk – Jánosháza – Sümeg – Tapolca – Balatonederics – Balatongyörök – Vonyarcvashegy – Gyenesdiás – Keszthely – Balatonszentgyörgy – Balatonberény – Balatonmáriafürdő – Balatonfenyves alsó – Balatonfenyves – Alsóbélatelep – Bélatelep – Fonyód – Lengyeltóti – Öreglak – Somogyvár – Pamuk – Osztopán – Somogyjád – Kapostüskevár – Kaposvár (hétvégén 1-2 pár tovább: – Dombóvár alsó – Sásd – Szentlőrinc – Pécs)                                                           | 2 óránként                                                                      |
| Rába InterRégió                                     | Győr → Komárom → Tata → Tatabánya → Bicske → Budapest-Kelenföld → (Ferencváros →) Budapest-Keleti | Iskolaidőben vasárnap 3 Budapest felé                                           |
| Rába InterRégió                                     | Szombathely → Sárvár → Celldömölk → Mezőlak → Pápa → Vaszar → Szerecseny → Gyömöre-Tét → Győrszabadhegy → Győr → Komárom → Tata → Tatabánya → Bicske → Budapest-Kelenföld → Ferencváros → Budapest-Keleti | Iskolaidőben vasárnap 1 Budapest felé                                           |
| Arrabona InterCity                                  | Győr → Komárom → Tata → Tatabánya → Budapest-Kelenföld → Budapest-Keleti | Napi 1 Budapest felé                                                            |
| Scarbantia InterCity                                | Budapest-Keleti – Budapest-Kelenföld – Tatabánya – Tata – Komárom – Győr – Csorna – Kapuvár – Fertőszentmiklós – Sopron | 2 óránként                                                                      |
| Savaria InterCity                                   | Budapest-Keleti – Budapest-Kelenföld – Tatabánya – Tata – Komárom – Győr – Csorna – Répcelak – Szombathely (– napi 1 pár tovább Szentgotthárd felé) | 2 óránként                                                                      |
| Mura nemzetközi InterCity                           | Budapest-Keleti – Budapest-Kelenföld – Tatabánya – Tata – Komárom – Győr – Csorna – Répcelak – Szombathely – Szombathely-Szőlős – Ják-Balogunyom – Egyházasrádóc – Körmend – Horvátnádalja – Csákánydoroszló – Rátót – Alsórönök – Haris – Szentgotthárd – Jennersdorf (Gyanafalva) (← Hohenbrugg a. d. Raab) – Fehring (← Lödersdorf) – Feldbach (← Gniebing ← Rohr/Raab ← Studenzen-Fladnitz ← Takern-St. Margarethen) – Gleisdorf (← Laßnitzthal ← Laßnitzhöhe ← Hart bei Graz ← Raaba ← Graz Liebenau-Murpark) – Graz Ostbahnhof (← Graz Don Bosco) – Graz Hauptbahnhof | Napi 1 pár                                                                      |
| Dráva nemzetközi InterCity                          | Budapest-Keleti – Budapest-Kelenföld – Tatabánya – Tata – Komárom – Győr – Csorna – Répcelak – Szombathely – Szombathely-Szőlős – Ják-Balogunyom – Egyházasrádóc – Körmend – Horvátnádalja – Csákánydoroszló – Rátót – Alsórönök – Haris – Szentgotthárd – Jennersdorf (Gyanafalva) – Fehring – (Feldbach →) Gleisdorf – Graz Ostbahnhof (← Graz Don Bosco) – Graz Hauptbahnhof (← Puntigam) – Leibnitz – Spielfeld-Straß – Maribor – Pragersko – Celje – Laško – Zidani Most – Trbovlje – Ljubljana                                                                        | Napi 1 pár                                                                      |
|                                                     | Budapest-Déli – Budapest-Kelenföld – Győr – Mosonmagyaróvár – Hegyeshalom – Wien Meidling (Bécs Meidling) – Wien Hauptbahnhof (Bécs főpályaudvar) – Břeclav – Brno hl.n. (Brno főpályaudvar) – Brno-Židenice – Praha hl.n. (Prága főpályaudvar) | Napi 4 pár (2 pár Budapest és Prága között, 2 pár csak Budapest és Bécs között) |
| xpress                                              | Budapest-Keleti – Budapest-Kelenföld – Tatabánya – Győr – Mosonmagyaróvár – Hegyeshalom – Wien Hauptbahnhof (Bécs) – Wien Meidling – St. Pölten Hauptbahnhof – Linz Hauptbahnhof – Salzburg Hauptbahnhof – Kufstein – Wörgl (← Jenbach) – Innsbruck Hauptbahnhof – Ötztal – Landeck-Zams – Sankt Anton Am Arlberg – Bludenz – Feldkirch – Buchs – Sargans – Zürich Hauptbahnhof | Napi 1-2 pár                                                                    |
| xpress                                              | Budapest-Keleti – Budapest-Kelenföld – Tatabánya – Győr – Mosonmagyaróvár – Hegyeshalom – Wien Hauptbahnhof (Bécs) – Wien Meidling – St. Pölten Hauptbahnhof – Linz Hauptbahnhof – (Wels Hauptbahnhof –) Salzburg Hauptbahnhof – (Rosenheim –) München Hauptbahnhof (hetente 2 pár tovább: München-Pasing – Augsburg Hauptbahnhof – (Günzburg →) Ulm Hauptbahnhof – Stuttgart Hauptbahnhof – Mannheim Hauptbahnhof – Frankfurt am Main Flughafen Fernbahnhof – Frankfurt Hauptbahnhof)                                                                                      | 2 óránként                                                                      |
| Kálmán Imre EuroNight                               | Budapest-Keleti – Budapest-Kelenföld – Tatabánya – Győr – Mosonmagyaróvár – Hegyeshalom – Wien Hauptbahnhof (Bécs) – Wien Meidling – St. Pölten Hauptbahnhof – Linz Hauptbahnhof – (Wels Hauptbahnhof →) Salzburg Hauptbahnhof (közvetlen kocsikkal tovább Zürichbe) – Rosenheim – München Ostbahnhof – München Hauptbahnhof | Napi 1 pár                                                                      |
| Csárdás, Lehár, Liszt Ferenc és Semmelweis EuroCity | Budapest-Keleti – Budapest-Kelenföld – Tatabánya – Győr – Mosonmagyaróvár – Hegyeshalom – Wien Hauptbahnhof (Bécs) | Napi 4 pár                                                                      |
| Advent EuroCity                                     | Budapest-Keleti – Budapest-Kelenföld – Tatabánya – Komárom – Győr – Mosonmagyaróvár – Hegyeshalom – Wien Hauptbahnhof (Bécs) | Decemberi szombatokon napi 1 pár                                                |
| Hortobágy EuroCity                                  | Wien Hauptbahnhof (Bécs) – Hegyeshalom – Mosonmagyaróvár – Győr – Tatabánya – Budapest-Kelenföld – Budapest-Keleti – Szolnok – (Szajol →) Törökszentmiklós – (Fegyvernek-Örményes →) Kisújszállás – Karcag – Püspökladány – (Kaba →) Hajdúszoboszló – (Ebes →) Debrecen – Nyíregyháza – Demecser – Kisvárda – Záhony (közvetlen kocsikkal tovább: Csap (Чоп) – Munkács (Мукачево) – Szolyva (Свалява) – Szlavszke (Славське) – Sztrij (Стрий) – Lviv-Holovnij (Льві́в-Головни́й) – Kijiv-Paszazsirszkij (Київ-Пасажирський))                                                  | Napi 1 pár                                                                      |
| Transilvania-Szamos EuroCity                        | Wien Hauptbahnhof (Bécs) – Hegyeshalom – Mosonmagyaróvár – Győr – Tatabánya – Budapest-Kelenföld – Budapest-Keleti – Szolnok – Törökszentmiklós – Kisújszállás – Karcag – Püspökladány (közvetlen kocsikkal tovább Nagybánya felé) – Báránd – Sáp – Berettyóújfalu – Mezőpeterd – Biharkeresztes – Episcopia Bihor (Biharpüspöki) – Oradea (Nagyvárad) – Aleșd (Élesd) – Șuncuiuș (Vársonkolyos) – Bratca (Barátka) – Ciucea (Csucsa) – Huedin (Bánffyhunyad) – Cluj-Napoca (Kolozsvár)                                                                                     | Napi 1 pár                                                                      |
| Dacia EuroCity                                      | Wien Hauptbahnhof (Bécs) – Hegyeshalom – Mosonmagyaróvár – Győr – Tatabánya – Budapest-Kelenföld – Budapest-Keleti – Szolnok – Békéscsaba – Lőkösháza – Curtici (Kürtös) – Arad (Arad) – Deva (Déva) – Simeria (Piski) – Alba Iulia (Gyulafehérvár) (← Coșlariu (Koslárd)) – Blaj (Balázsfalva) – Mediaș (Medgyes) – Sighișoara (Segesvár) – Brașov (Brassó) – Predeal (Predeál) – Sinaia – Ploiești Vest – București Nord | Napi 1 pár                                                                      |
|                                                     | Praha hl.n. – Brno-Židenice – Brno hl.n. – Břeclav – Bratislava hl.st. – Győr – Budapest-Kelenföld – Zagreb Gl. kol. – Ogulin – Rijeka / Gračac – Split | Nyáron napi 1 pár, elő- és utószezonban heti 3 pár                              |

## Részei és feladataik

### Győr személypályaudvar
Feladata: a személy és az átmenő teherforgalom lebonyolítása.

7 fő- + 1 tartalékvágányra (8. vágány) terelik a személyszállító vonatokat. A vágányok és a peronok alatt két aluljáró van, a peronok megközelítése  - az 1. vágány kivételével - ezekkel lehetséges. A főcsarnokból nyíló aluljáróból az 1. vágány kivételével az összes személyszállító vágányra (2.-7.) lehetséges az eljutás, a posta melletti aluljáróról az 1. vágányra és a távolsági autóbusz-pályaudvarra is el lehet jutni.

### Győr rendező pályaudvar
Feladata: a teherforgalom lebonyolítása.

### Győr helyi rendező pályaudvar
Feladata: a teherforgalom lebonyolítása.

Jelenleg az AUDI Hungaria Zrt. bérli.

## Vonalak
- 1-es vonal (Budapest–Győr–Hegyeshalom-Rajka)
- 8-as vonal (Győr–Sopron)
- 10-es vonal (Győr–Celldömölk)
- 11-es vonal (Győr–Veszprém)

## Történelem röviden
Lásd még: Győr vasúttörténete
- 1855. december 24. Az állomás és az 1-es vasútvonal megnyitása. Az Osztrák-Magyar Államvasút-társaság (ÁVT) építette és adta át a forgalomnak a Bruck/Leitha (Királyhida)-Győr közötti vonalat és Győr legelső vasúti felvételi épületét is (vasútállomás).
- 1856. A Bruck-Győr vonal folytatása, a Győr-Újszőny közötti vasútvonal is kiépült.
- 1857. Már Alsógalláig (ma Tatabánya-Alsógalla megállóhely) fut be a szerelvények döntő többsége.
- 1872. Viktor Erlanger báró végleges vasúti építési engedélyt kapott. A győri vasútállomással kapcsolatban felmerültek bizonyos problémák. A GYSEV-nek a győri államvasúti pályaudvarhoz történő becsatlakozásához a gabonavásártérből, vagy a Honvéd-ligetből jelentős területeket kellett volna átadni, amihez a győriek nem járultak hozzá. A minisztérium az államvasúttól 1,5 km távolságra adott engedélyt a GYSEV-állomás felépítésére. 1876-ban indult meg a forgalom Győr-GYSEV pályaudvar és Sopron közt. Az állomás, mint személypályaudvar, már nem üzemel. Ma a GYSEV teherpályaudvarként használja.
- 1882. A vasútállomás már a MÁV tulajdonában.
- 1892-1894. Az állomásépület kibővítése. Itt épült Magyarország első vasútállomási aluljárója a két fedett szigetperonnal. Az átépítést tervezte: Pfaff Ferenc, a MÁV főépítésze.[1]
- 1895. Győr-Veszprém-Lepsény-Dombóvár vasútvonal kiépítése. A Győr-Veszprém vonal jelenleg a MÁV 11-es vonala. Az egyvágányú, villamosítatlan Veszprém-Lepsény-Dombóvár vonal személyforgalma 2007-ben megszűnt.
- 1931-1933 között épült ki a felsővezeték.
- 1944. április: A II. világháborúban az 1944-'45-ös magyarországi légitámadások idején Győr állomása sem kerülte el a pusztítást. Az állomásépület súlyosan megsérült.
- 1953-1958. A felvételi épület újjáépítése. A mai felvételi épület 1953-1958 között épült, Dianóczky János és Éhn József (UVATERV) tervei alapján. A csatlakozó posta épületét Vas Dénes tervei alapján építették. A vasútállomás a monumentális és diadalmas szocreál épületek jelentős győri képviselője. Rideg és zárkózott külső megjelenése mögött elegáns, világos, jól átgondolt belső tereket találunk. A külső tömegből is kiugró, kőburkolatú csarnok a város és a vágányok felé is nagyméretű üvegfalakkal megnyitott. A város felé ugyanakkor ez az üvegfal elbújik a monumentális kő kapukeretezés és az oszlopsor mögé, amelyet még egy nagyméretű dombormű is kiemel. A csarnokban a bejárat tengelyében juthatunk le az aluljáróba, két oldalt helyezkednek el a pénztárak. Az emeleti rész galériákkal nyílik a csarnoktérbe, itt egyéb kiszolgáló funkciók, például egy nagyobb különterem is helyet kapott (ez az egykor a közönségforgalomnak is megnyitott terült ma zárva van). A két vakolt oldalszárnyat a földszinten nagyméretű ablakok kísérik végig. A vágányok felőli oldalon helyezkedik el a közlekedő, míg a város felőli oldalon nagyméretű terek találhatóak. Az elrendezés ma is működőképesnek tűnik, hiszen a nagy terek egy része most is szolgáltató funkciót tölt be (bolt, kávézó, presszó), ugyanakkor sok helyen az épülethez méltatlan beavatkozásokat, rendezetlenül beépített “sufnikat” (bolt, virágárus, újságos stb.) látunk, nagyon távol az egykori eleganciától. Az oldalszárnyak emeleti részében irodák találhatóak. A legtöbb bútor, világítótest mára eltűnt, csupán a kőburkolatok, nyílászárók, a fém és fa korlátok, valamint a képzőművészeti alkotások maradtak meg. Ma az egész épület alapos (műemléki) felújításra és funkcióátgondolásra szorul. Az új felvételi épülettel a kibővített aluljárón keresztül megközelíthető perontok új vasbeton tetőket kaptak.
- 1967. december 15. Az állomás Nádorváros felőli oldalán megnyílik a helyközi autóbusz pályaudvar. (Addig a Baross Gábor híd belvárosi hídfőjénél üzemelt.)
- 1987-1988. A felvételi épület homlokzatának felújítása és a buszpályaudvar felé nyíló aluljáró kiépítése.[2]
- 2008. A vágányhálózat és a biztosítóberendezés rekonstrukciója.[3]
- 2014. A Baross Gábor híd felújítása[4]

## Az állomás területén működő szakágak, vállalkozó vasúti társaságok és külső vasúti vállalkozások
- Forgalmi Csomópont Győr
- MÁV-START Zrt. Személyszállítási Szolgáltatási Központ Celldömölk
- MÁV Gépészeti Zrt. KjK Fenntartási Műhely Győr
- MÁV-TRAKCIÓ Zrt. Vontatás Szolgáltatási Központ Budapest
- MÁV Vasútőr Kft.
- MÁV Ingatlankezelő Zrt. Szombathelyi körzet
- MÁV Távközlési Üzemeltetési Alosztály Győri részlege (vasúti telefon)
- DB Schenker Kft. (vasúti posta)
- PTK Pályalétesítményi Üzemeltetési Alosztály Győr
- PTK PML Győri Szakaszmérnökség (PFT)
- Bp TLK Részlegvezetőség Győr (Szertárfőnökség)
- PTK. Biztosítóberendezési Karbantartási Alosztály Bp.- Nyugat Biz.ber szakasz Győr
- PQS Kft. (kocsitakarítás)
- Éta – Trió Kft. (személypályaudvari vágányok közötti takarítás)

## Az állomás szolgálati helyei

### Személypályaudvar Felvételi épületében
Forgalmi csomópont
- Személy pu-i tolatásvezető (az 1. vágány mellett, a földszinten)
- Rendelkező forgalmi szolgálattevő (a postaépület emeletén - Révai M. u. 8.)
- Hangosbemondó (a postaépület emeletén - Révai M. u. 8.)
- Személy pu. forgalmi iroda (az 1. vágány mellett, a földszinten)
- Csomóponti vezető (Állomásfőnök)
- Gazdálkodási koordinátor
- Ált. gazd. ea. (anyaggazdákodó)
- Üzemmérnök
- Forgalmi technológus
- Vezénylő
- Irattárak

MÁV-START Zrt.
- Személypénztárak (a nagycsarnokban, az állomás kp. részében)
- Nemzetközi pénztár (a nagycsarnokból nyíló jobb szárnyon)
- Pénztárellenőri iroda (a nagycsarnok emeletén, a bal oldalon)
- Ügyfélszolgálat - 2013. május 27-től (a nagycsarnokban, a személypénztárakkal szemben)
- Személyszállítási Szolgáltatási Központ irodái
- Utazószemélyzeti gazdálkodási szakelőadó vezénylet
- Utánfizetési pénztár
- Tisztítási átvevők
- Kocsivizsgálók (az 1. vágány mellett, a földszinten)

PQS Kft.
- Kocsitakarítók pihenőhelye

Egyéb szakszolgálatok
- EBK TSZK Körzeti munkavédelmi szakelőadó
- EBK TSZK Körzeti környezetvédelmi szakelőadó
- MÁV Vezérigazgatósági Igazgatási Osztály Vizsgálóbiztosi egysége
- PV Humánpartner
- PV Ügyfélszolgálati Iroda Győr
- MÁV Biztonsági Igazgatósági Területi VBO
- PÜ (Pályafenntartó ügyosztály) Alosztály irodái

### Rendezőpályaudvar Felvételi épületében
Forgalmi csomópont
- Rendezőpályaudvari rendelkező forgalmi szolgálattevő
- Belsős vonatfel- és átvevő

Rail Cargo Zrt.
- Külső vonat fel- és átvevő
- Kocsivizsgáló
- Operativ koordinátor

### Rendezőpályaudvar Kereskedelmi épületében
Rail Cargo Zrt.
- Árufuvarozási koordinátor
- Raktárnoki iroda
- Vezető raktárnoki iroda
- Elszámoló helyek

### Fenntartási Műhely - Kocsijavító épület
MÁV Gépészeti Zrt.
- KjK Fenntartási Műhely (Kocsijavítás)

### VOKE Arany János Műv. Ház és a volt Hotel Szárnyaskerék épülete (Révai M. u. 5.)
Rail Cargo Zrt.
- Szolgáltatási központ irodái

Vasútegészségügyi Kht. (vasúti dolgozók részére fenntartott orvosi rendelőben)
- Vasúti üzemorvos
- Fogorvos

PQS Kft.
- Kocsitakarító iroda

### PGF Felvételi épületben
- Pályafenntartó Szakaszmérnöki irodák

## Egyéb adatok, információk
Győr állomáson összesen 3 db vízdaru (Fűtőházban 2 db, Kémény csonka mellett 1 db) található. Az állomáson olajvételező hely nincs. Fordítókorong a Gépészeti Zrt. területén (jobb oldali Fűtőházban) üzemel. A Fűtőház területén 6 db vizsgálóakna, a volt HK.I. melletti csonkavágányban (kémény csonka mellett) pedig 1 db található.
Az állomáson ELEKTRA 2. egyközpontos, tolatóvágányutas, váltó- és vágányfoglaltság
ellenőrzéses elektronikus biztosítóberendezés üzemel.
Az állomás Budapesti Pályavasúti Területi Központ Erősáramú Alosztály
Nagyszentjánosi Kirendeltség által táplált villamos felsővezetékkel van ellátva. (25.000 V)
Rakodást a közforgalmú rakodóterületen az un. Csárda vágányokon lehet
végezni. A vágányok felett nincs felsővezeték.
A térvilágítást automata kapcsolók szabályozzák, amelyeket az IKE Kft. állít be
és üzemeltet. Kivétel képez a rendezőben lévő rámpa, és VI. őrhely körzetében lévő két oszlop (10-11 és 12-13 vágány közötti oszlop), amely kézi kapcsolású.
A rámpát bérlő kapcsolja a villanyóra melletti kapcsolóval, a VI. körzetében lévő oszlopokat a
VI. szolgálati helyen lévő forgalmi szolgálattevő kapcsolja.
A Révai úton lévő kapuk („X” és volt HK.I.-nél) elektromos kapunyitóval lettek felszerelve. A kapunyitók távirányítói a személypályaudvari forgalmi irodában találhatók. A szolgálatot teljesítő külsős forgalmi szolgálattevő rendkívüli esetben (pl. mentő, tűzoltó, rendőrség) nyitja ki.
Győr állomáson a forgalmazott távbeszélő kapcsolatokat SHR 3000 típusú hangrögzítő berendezés rögzíti. A rögzítő berendezésen 12 db csatorna került kialakításra (táblakezelő planet pult, C35 rádió, Rendező planet pult, Rendelkező planet pult, Menesztő rádió (szpu), Győrszentiván LB, Öttevény, Ikrény, Győrszabadhegy, IV. őrhely rádió, VI. őrhely rádió, Hangos élőszavas). A rögzített hanganyag indokolt esetben féléves visszahallgatást is lehetővé tesz. A távközlő berendezések használata során kerülni kell a felesleges, nem kulturált hangú beszélgetéseket, törekedni kell a rövid utasításszerű információcserére. A planet berendezések csak a beszélgetés idejére vannak bekapcsolva.
Állomási távbeszélő kapcsolatok:
- CB. távbeszélő központ: melyen keresztül lehetőség van a távbeszélő hívószám jegyzékben szereplő állomások közvetlen hívására, a szolgálati helységben elhelyezett CB telefon igénybevételével.
- Menetirányító távbeszélő vonal: melyen értekezés lehetséges a Győr-Hegyeshalom, Győr-Szombathely, és Győr-Sopron vonali menetirányítókkal, továbbá a Győr-Veszprém menetirányítóval.
- Állomásközi távbeszélő (Öttevény, Győrszentiván, Győrszabadhegy, GYSEV Csorna)
- KÖFE: Győrszentiván, Öttevény és Győrszabadhegy állomások felé
- közcélú vezetékes telefonhálózatba (városi) bekapcsolt telefonszámok

Rádiós körzetek:
- Személypályaudvar menesztő rádiós körzet: Rendelkező központ, személypályaudvar külső forgalmi szolgálattevő, tolatásvezetők, tolatómozdony
- Gyári körzet: Rendezői rendelkező forgalmi szolgálattevő, tolatómozdony (Gyári), tolatásvezető, IV. sz. őrhely külső forgalmi szolgálattevő
- Húzó körzet: Rendezői rendelkező forgalmi szolgálattevő, tolatómozdony (Húzó), tolatásvezető, VI. sz. őrhely külső forgalmi szolgálattevő
- Vonatfelvevői körzet: Rendezői rendelkező forgalmi szolgálattevő , külső vonatfelvevő, belső adatrögzítő
- Raktári tolató körzet: Rendezői rendelkező forgalmi szolgálattevő, tolatómozdony, tolatásvezető

Utastájékoztatás:
Győr állomás hangos és vizuális utastájékoztató körzetei:
- Győr személypályaudvar peronok (1-6 vágány)
- Győr személypályaudvar utascsarnok

Menetrendi utastájékoztató eszközök Győr állomáson:
- Személypályaudvar A-B-C peron, a lépcsők közelében, zárható vitrinben 1-1 db sárga-fehér menetrend-lap az érkező-induló vonatok listájával
- Félperonon a forgalmi iroda mellett zárható vitrinben 1 db sárga-fehér érkező-induló vonatok jegyzéke
- Kijárati lépcsőfeljáró mellett a vizuális utastájékoztató berendezés alatt zárható vitrinben 1 db sárga-fehér érkező-induló vonatok jegyzéke
- Váróterem kivilágított vitrinben: 1 db sárga-fehér érkező-induló vonatok jegyzéke, 1 db A1 méretű Vasúti hálózatot tartalmazó térkép és 1 vonal fali menetrend.
- Váróteremben a tartóoszlopokon és falon elhelyezett zárható vitrinben összesen 4 db sárga-fehér érkező-induló vonatok jegyzéke
- A trafik melletti falon nyitott vitrinben a vágányzári hirdetmények.
- A váróteremi folyosón elhelyezett zárható vitrinekben az 1-es és a 8-16-os vonalak fali

menetrendje.
A vizuális utastájékoztató berendezés táblái:
- a nagy csarnokban
- a kijárati utascsarnokban
- a kijárati aluljáró autóbusz-pályaudvar felőli oldalán, a lépcső felett.

A sárga-fehér jegyzék menetrendváltáskor kerül cserére. Az évközi menetrendi javításokat a forgalmi technológus végzi. Az utascsarnokban az érkező és induló vonatok, a kijárati csarnokban és lépcső feletti utastájékoztató táblán csak az induló vonatok kerülnek kiírásra. A fedett peronokon kettő vizuális utastájékoztató tábla van elhelyezve. Az aluljárókban a lépcsőfeljáró mellett, 2-től 7 vágányig szintén egy-egy utastájékoztató tábla került
elhelyezésre. Az utastájékoztató táblák távvezérlését, a hangos–digitalizált az és élőszavas utastájékoztatást a Hangosbemondó végzi. A hangosbemondó irodából történik Abda (csak Győrből induló vonat esetén) és Győr-Gyárváros (valamennyi vonat esetén) megállóhelyek hangos utastájékoztatása is.
A vonatok tényleges és menetrend szerinti indulása, illetve érkezése előtt 15, 10, illetve 3 perccel kell az utasok hangosbemondó általi tájékoztatását elvégezni. A Hangosbemondónak érthetően és időben a következő információkat kell közzétenni: vágány száma, rendeltetési/cél állomás, vonattípus, indulási/érkezési idő. A nemzetközi vonatok esetében, amelyeknél angol és német nyelvű utastájékoztatás is lehetséges, az utastájékoztatást úgy kell szervezni, hogy a vonat érkezése előtt legalább egy alkalommal mindkét idegen nyelven elhangozzon. Az 5 percet meghaladó késés esetén – az előzőeken felül - a várható késés mértékét, a késés okát és (ha van) az alternatív utazási lehetőségeket be kell mondani. Utastájékoztató hangrendszerként (gépi bemondás) DIGITON berendezés üzemel. A kezelését a Hangosbemondó végzi az irányítótoronyból.

## Egyéb, kisebb állomások Győrben és vonzáskörzetében
- Győr-Gyárváros megállóhely

Győr rendezőpályaudvar és helyirendező között helyezkedik el közvetlenül Győr-Gyárváros megállóhely, amelynek műszakváltások idején jelentős a személyforgalma. Az „A” és „B” peronon az 1-es számú fővonal, a „C” peronon pedig a 10-es és 11-es számú vonalak le- és felszálló utasforgalma bonyolódik le. A győri gyárak, üzemek gazdaságos eléréséhez (mint például ÉDÁSZ, ÁTI-telep, Vagongyár) iparvasúti vágányhálózatot alakítottak ki. Ebben a rendszerben a műszakváltásokra a győri teherpályaudvarra beérkezett teherkocsikat tolatómozdonyokkal vitték a megfelelő üzemekhez.
- Győrszentiván

Szomszédos állomások: Győr, Nagyszentjános és Gönyű a Keleti pályaudvar-Hegyeshalom kétvágányú villamosított vonalon fekszik, a Komárom-Hegyeshalom rendelkezési szakaszon. A Győrszentiván-Győrszabadhegy pályaelágazás a Budapest-Komárom-Győr fővonalat köti össze a Győr-Szentgotthárd-országhatár egyvágányú fővonallal és viszont, Győr állomás érintése nélkül.
- Győrszabadhegy

A Győr-Szombathely vonal elágazó állomása,  a Győr-Győrszabadhegy-Veszprém mellékvonal elágazó középállomása.
- Győrszemere
- Ménfőcsanak mrh.

Győrszabadhegy és Győrszemere állomás közötti nyíltvonali szolgálati hely. A vonatközlekedés szabályozásában, vonatfogadásban nem vesz részt, így a forgalomszabályozó állomás Győrszabadhegy és Győrszemere.
- Ménfőcsanak-felső

Táblás megállóhelyként üzemel.
- Nyúl

Győrszabadhegy és Pannonhalma állomások között nyíltvonali szolgálati hely.
- Écs

Győrszabadhegy és Pannonhalma állomások között nyíltvonali szolgálati hely.